# Edward Miner Gallaudet

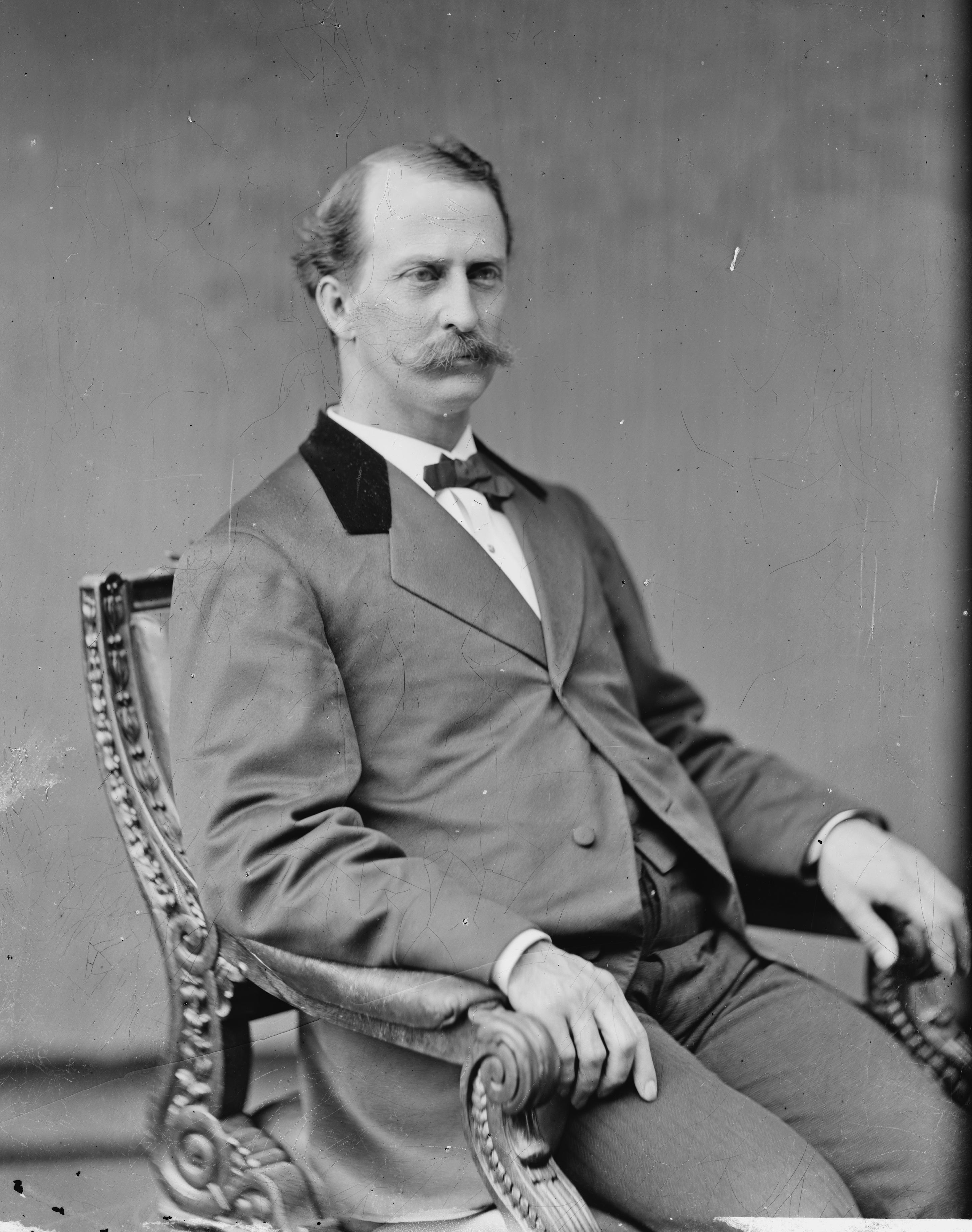
Edward Miner Gallaudet

Edward Miner Gallaudet (* 1837; † 1917) war ein US-amerikanischer Pädagoge.
Gallaudet, Sohn von Thomas Hopkins Gallaudet, gründete 1864 in Washington, D.C. mit dem Philanthropen und früheren US-Postminister Amos Kendall das National Deaf-Mute College. Es war das erste College für gehörlose Studenten, das 1894 nach seinem Vater in Gallaudet College umbenannt wurde.